# 몬테밀레토
몬테밀레토(이탈리아어: Montemiletto)는 이탈리아 캄파니아주 아벨리노도의 코무네다.